# Life for Rent (single)
Life for Rent is een nummer van de Britse zangeres Dido uit 2003. Het is de tweede single van haar gelijknamige tweede studioalbum.
Het nummer werd een hit in Europa en Oceanië. In het Verenigd Koninkrijk behaalde het de 8e positie. In de Nederlandse Top 40 haalde het de 11e positie, en in de Vlaamse Ultratop 50 de 34e.

## NPO Radio 2 Top 2000
| Nummer met noteringen in de NPO Radio 2 Top 2000 | '04 | '05 | '06  | '07  | '08  | '09 | '10  | '11  |
| ------------------------------------------------ | --- | --- | ---- | ---- | ---- | --- | ---- | ---- |
| Life for Rent                                    | 559 | 702 | 1296 | 1677 | 1245 | -   | 1907 | 1886 |

1. ↑  Een '-' betekent dat het nummer niet was genoteerd en een vetgedrukt getal geeft de hoogste notering aan.
2. ↑  2004 was het eerste jaar met een notering voor dit nummer.
3. ↑  Deze tabel is bijgewerkt tot en met de laatste editie (2024).